# Slavnost Rudého práva

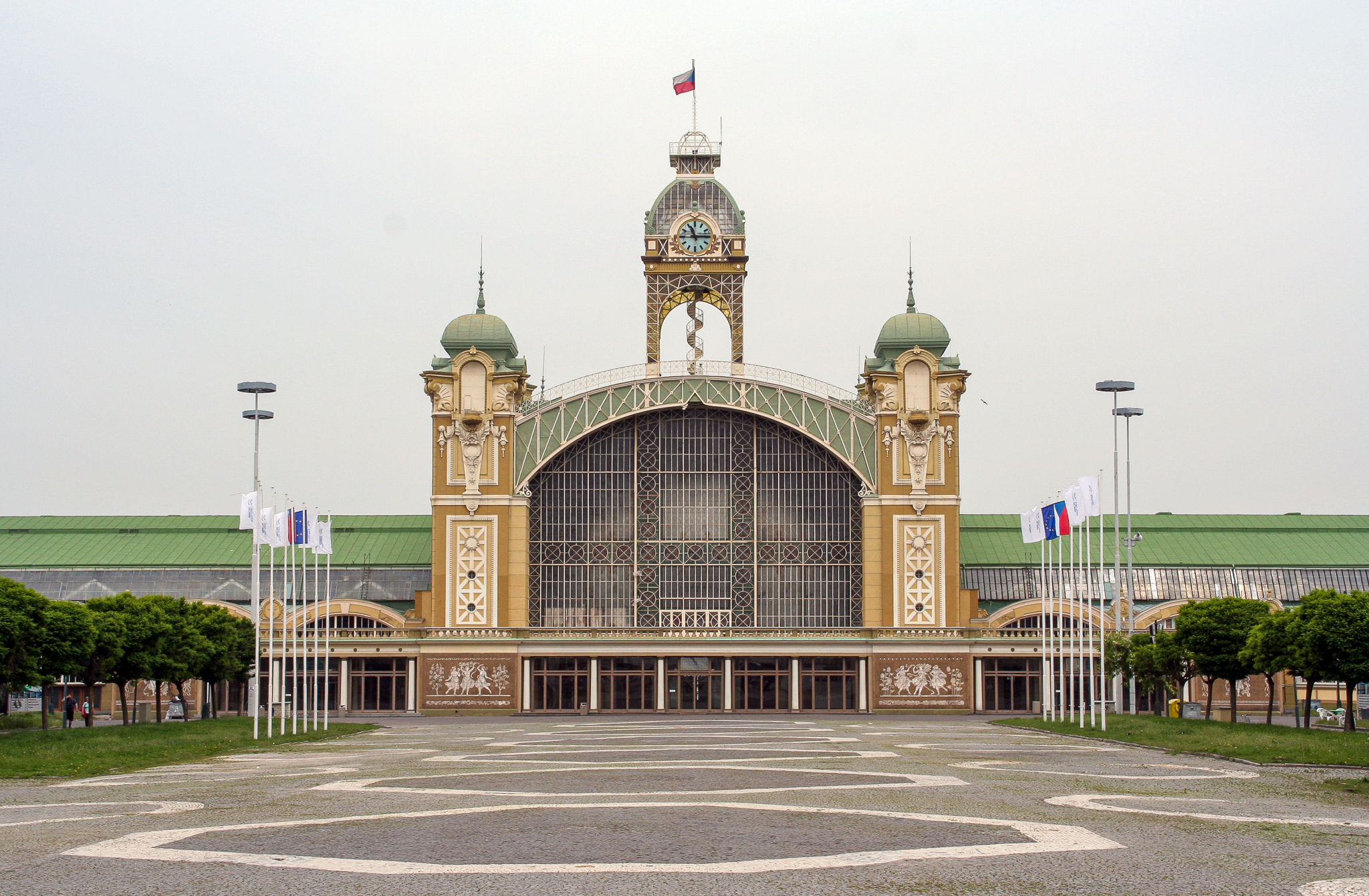
Průmyslový palác na pražském Výstavišti

Slavnost Rudého práva byla série kulturních a sportovních pořadů, které se konaly vždy každým rokem třetí zářijovou neděli u příležitosti připomínky dne prvního vydání Rudého práva v roce 1920. Prvně se akce pořádala v roce 1937 (tehdy 1. srpna) v Krči. Od roku 1950 byl součástí programu oslav také Mezinárodní běh Rudého práva. Společenské pořady slavnosti se konaly v Parku kultury a oddechu Julia Fučíka (PKOJF).